# Sexuell relation
En sexuell relation är en social kontakt av intim sexuell art. Den förekommer inte minst mellan olika människor, eftersom människan är en av de djurarter som har sex både av fortplantningsmässiga, sociala och rent njutningsmässiga skäl.
En sexuell relation är ofta påverkad av de olika normerna för hur en sådan bör se ut i en viss kultur, vilket gör att utseendet på en "bra" sexuell relation ser mycket olika ut i olika delar av världen. Beroende på situation kan människor välja att ha monogama relationer, polyamorösa relationer, helt öppna förhållanden eller byta partners med varandra.
Sexuella relationer mellan två eller flera personer kan antingen vara juridiskt bindande via avtal i form av äktenskap eller samboavtal eller ha mer löst hållna, i form av kortare eller längre relationer eller som helt tillfälliga sexuella relationer..
Beroende på situationen är parterna i en sexuell relation ömsesidig förälskade, inte förälskade alls eller så är en part, eller några i en grupp, förälskade men inte den/de andra parterna. Förmågan att älska flera partners samtidigt kallas polyamori.
I stora delar av världen är monogama eller polygama äktenskap den form av sexuella relationer som främst betraktas som norm. I delar av världen är sexuellt umgänge utanför äktenskapet helt förbjudet. Till de förpliktelser som vanligen ingår i ett äktenskap hör också att försörja de barn som avlas inom äktenskapet, varför den starka traditionen att begränsa de accepterade sexuella relationerna till juridiskt avtalade äktenskapet kan ses som ett sätt för samhället att trygga barnens uppväxt. I västvärlden är dock tanken att sexuellt umgänge utanför äktenskapet är fel på tillbakagång, med en stark trend i bland annat de nordiska länderna att allt mer acceptera varaktiga sexuella relationer även mellan två vuxna personer som inte är gifta, både i form av samboavtal och i form av lösare förhållanden. I större delen av västvärlden har också föräldrar försörjningsplikt för sina barn, oavsett inom vilket förhållande de avlats.
Beroende på den sexuella normen och den interna öveenskommelse mellan sexualpartners kan sexuellt umgänge utanför en relation betraktas som ett moraliskt förkastligt och kränkande beteende, se vidare otrohet. 